# Consistórios de Vítor II
O Papa Vítor II (1055-1057) criou cinco cardeais em seu pontificado de dois anos.

## 1055
1. Pietro, cardeal-bispo de Labico (ou Frascati ) † depois de 12 de dezembro de 1062[2]
2. João, Bispo de Tivoli, † após maio de 1065

## 1057
1. Benedetto, cardeal-bispo de Velletri, † após abril de 1060
2. Bennone, cardeal-presbítero (igreja do título desconhecida), † 1098/1099
3. Aribo, o cardeal-diácono, administrador da arquidiocese de Colónia (janeiro a julho de 1057),[3] † em torno de 1061